# Pierre-Marie-Nicolas Michelot
Pierre-Marie-Nicolas Michelot (ur. 7 czerwca 1786 w Paryżu, zm. 18 grudnia 1856 w Passy) – aktor francuski, członek Comédie-Française.

## Kariera sceniczna
| Rok  | Sztuka                  | Autor                    |
| ---- | ----------------------- | ------------------------ |
| 1806 | Athalie                 | Jean Racine              |
| 1813 | Tippo-Saëb              | Étienne de Jouy          |
| 1814 | Britannicus             | Jean Racine              |
| 1821 | Sylla                   | Étienne de Jouy          |
| 1825 | La Princesse des Ursins | Alexandre Duval          |
| 1829 | Elisabeth d’Angleterre  | Jacques-François Ancelot |
|      | Henri III et sa cour    | Alexandre Dumas          |
| 1830 | Hernani                 | Victor Hugo              |